# Pierre Auguste Adet
Pour les articles homonymes, voir Adet.
Pierre Auguste Adet, né à Nevers le 17 mai 1763, mort à Paris le 19 mars 1834, est un diplomate et haut fonctionnaire français.

## Biographie
Chimiste et préparateur de Lavoisier, Pierre Auguste Adet est docteur-régent de la Faculté de médecine de Paris.
Il s'engage dans l'Administration et dans la politique. Grâce à son collègue Jean Henri Hassenfratz, lui aussi préparateur chez Lavoisier, il est nommé par la Convention membre de l'Agence des mines, donc du Corps des mines où il reste peu de temps (du 29 juillet au 22 septembre 1794).
Il est alors nommé ambassadeur aux États-Unis d'Amérique en 1795. Il s'illustre un an plus tard en irritant l'opinion publique américaine lors de la crise opposant les États-Unis et la France à propos des navires sous pavillon neutre. Il quitte ce poste en 1797.
Il est nommé le 25 décembre 1799 (3 nivôse an VIII) membre du Tribunat. Il s'y prononce notamment pour le maintien de l’esclavage et de la traite, celle-ci nécessaire, dit-il, aux colonies et utile aux nègres eux-mêmes. 
Il est en 1801 l’un des fondateurs de la Société d’encouragement pour l’industrie nationale. 
Il est ensuite préfet de la Nièvre nommé le 12 germinal an XI, installé le 4 floréal. Il est appelé à d'autres fonctions le 18 mai 1808
Il est membre du corps législatif (Nièvre) le 2 mai 1809, puis conseiller-maître à la Cour des comptes du 31 août 1813 à sa mort le 18 mars 1834.
Il est nommé chevalier de la Légion d’honneur, promu officier en 1814, et chevalier de l’Empire en 1808. 
Il consacre ses loisirs à la chimie.

## Iconographie
Une médaille à l'effigie d'Adet fut réalisée par le graveur Pierre Ferrier en 1794, alors que le modèle était résident près de la République de Genève. Un exemplaire en bronze doré en est conservé au musée Carnavalet (ND 2343).

## Armoiries
| Figure | Blasonnement |
|        | Armes du Chevalier Pierre Auguste Adet et de l'Empire Tiercé en pal : au I, d'azur à trois roses d'argent ordonnées 2 et 1 ; au II, de gueules à l'insigne des chevaliers légionnaires ; au III, d'argent à trois molettes de sable 2 et 1., |

## Œuvres

### Travaux politiques
Notes adressées par le citoyen Adet, ministre plénipotentiaire de la République française près les États-Unis d'Amérique au secrétaire d'État des États-Unis, 1796.

### Ouvrages scientifiques
- Leçons élémentaires de chimie à l'usage des lycées, 1804.

### Traductions
- Joseph Priestley, Réflexions sur la doctrine du phlogistique et la décomposition de l'eau, trad. P. A. Adet, 1798.

## Sources
- Notice historique sur l'École des Mines de Paris, de Louis Aguillon, 1889